# スリクロン
スリクロン（英語: Suriclone）または、Surilは、シクロピロロン系の鎮静薬、抗不安薬である。他のシクロピロロン系薬物にはゾピクロンやパゴクロンがある。
スリクロンは鎮静作用や抗不安作用などのベンゾジアゼピン系薬物と非常に類似した薬理学的特性を持つが、薬物性健忘は弱く、化学構造はベンゾジアゼピン系薬剤とは全く異なる。
スリクロンによる鎮静作用と抗不安作用の作用機序は、GABAA受容体を調節することであるが、スリクロンはほとんどのベンゾジアゼピン系薬物よりもサブタイプ選択性が高い。